# Clique du Fengtian
La Clique du Fengtian (奉系军阀, fèngxì jūnfá) désigne de manière informelle une faction armée mandchoue du Nord-Est de la Chine, active à l'époque de la première république de Chine durant la période des seigneurs de la guerre, et qui tire son nom de la province de Fengtian (奉天省, « province de Mukden »), en Mandchourie, aujourd'hui appelée Liaoning. 

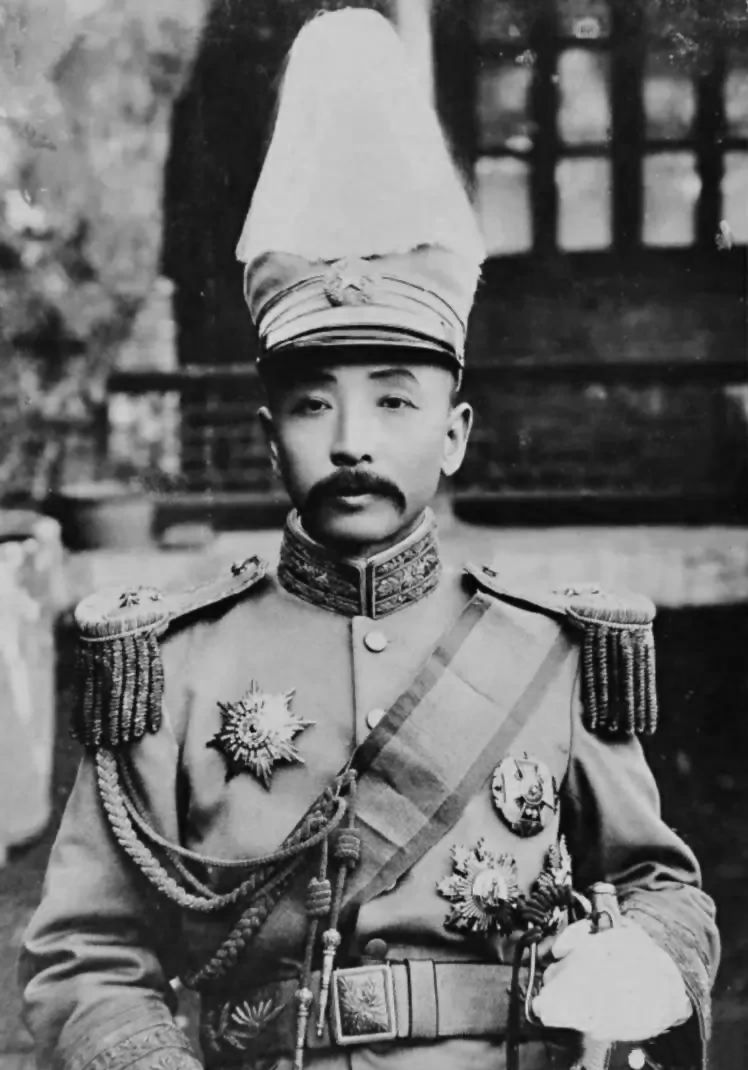
Zhang Zuolin.

## Histoire

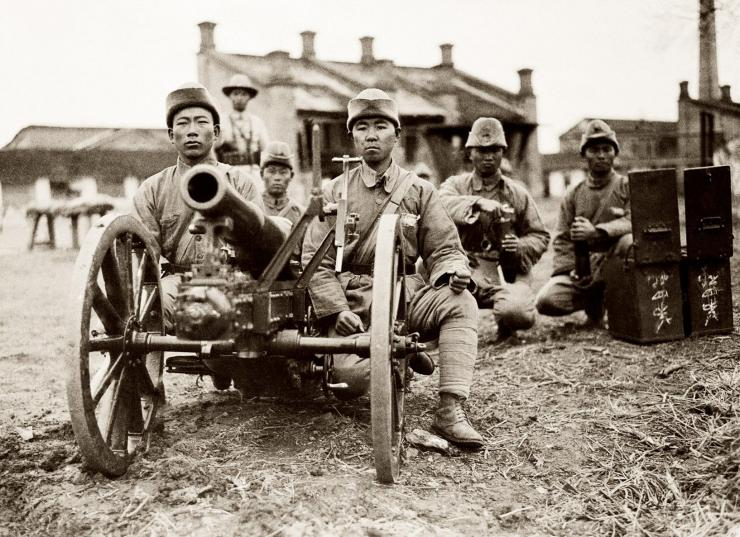
Zhang Zongchang commandant l'artillerie de l'armée alliée de Zhili-Lu.

Soutenue par l'empire du Japon, elle est animée principalement par Zhang Zuolin, seigneur de la guerre de la Mandchourie, puis par son fils Zhang Xueliang. Cette faction est l'une des principales forces qui se disputèrent le pouvoir au sein du Gouvernement de Beiyang; elle connaît de nombreux conflits avec les factions rivales, notamment la « Clique du Zhili » de Wu Peifu et Sun Chuanfang. En 1924, le ralliement du Guominjun de Feng Yuxiang lui permet de remporter la victoire sur la faction du Zhili, via le coup de Pékin. Le pouvoir à Pékin est partagé entre le Guominjun et le Fengtian, mais la situation débouche, faute d'accord concret, sur une grande instabilité politique.
L'armée du Fengtian est l'une des plus modernes parmi les factions armées des seigneurs de guerre chinois, employant notamment des Renault FT et des bombardiers Breguet. Zhang Xueliang est le commandant de l'armée de l'air du Fengtian.
En juin 1926, la faction du Fengtian prend de facto le pouvoir à Pékin. Durant l'expédition du nord, elle s'allie à la faction du Zhili pour combattre l'Armée nationale révolutionnaire du Kuomintang. 
En juin 1927, Zhang Zuolin s'auto-proclame chef de l'État avec les titres de Grand Maréchal de la République de Chine et Généralissime du gouvernement militaire, est même brièvement reconnu au niveau international comme le dirigeant de la République. Mais, en mai 1928, ses troupes sont battues par celles du Kuomintang. Le 3 juin, Zhang Zuolin abandonne Pékin et, dans sa fuite, succombe dans un attentat organisé par ses anciens alliés japonais. 
Zhang Xueliang succède à son père à la tête de la faction du Fengtian et, le 29 décembre 1928, annonce finalement son ralliement au gouvernement de Nankin dirigé par Tchang Kaï-chek. Il continue néanmoins à commander ses troupes de manière semi-indépendante jusqu'à son arrestation consécutive à l'incident de Xi'an.